# Tõnu Endrekson
Tõnu Endrekson (født 11. juni 1979 i Pärnu, Sovjetunionen) er en estisk roer og dobbelt olympisk medaljevinder.
Endrekson vandt, sammen med Jüri Jaanson, sølv i dobbeltsculler ved OL 2008 i Beijing, kun besejret af australierne David Crawshay og Scott Brennan. Ved OL 2016 i Rio de Janeiro var han en del af den estiske dobbeltfirer, der vandt bronze i en finale, hvor Tyskland og Australien tog guld og sølv. Han deltog også ved både OL 2004 i Athen og OL 2012 i London.
Endrekson har tre gange vundet EM-guld i dobbeltfirer med Estland, ligesom han har sikret sig fem VM-bronzemedaljer, fire gange i dobbeltfirer og én gang i dobbeltsculler.

## OL-medaljer
- 2008:  Sølv i dobbeltsculler
- 2016:  Bronze i dobbeltfirer